# Théorème de Modigliani-Miller

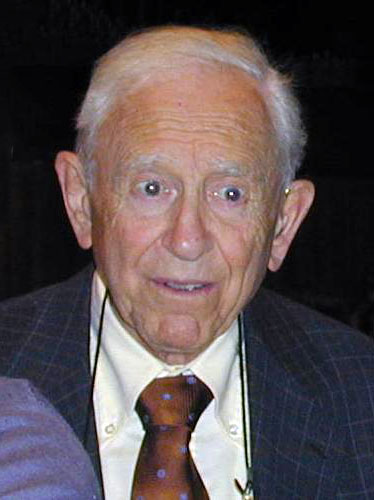
Franco Modigliani.

Le théorème de Modigliani-Miller est un des théorèmes fondamentaux de la finance d'entreprise moderne. Il affirme que, dans un monde sans taxes, exonéré de coûts de transaction et sous l'hypothèse de l'efficience des marchés, la valeur d'entreprise de l'actif économique n'est pas affectée par le choix d'une structure de financement. Ce n'est cependant pas le cas pour la valeur des fonds propres. Modigliani et Miller remportèrent le Prix Nobel d'économie respectivement en 1985 et en 1990, en particulier pour cette contribution à la théorie financière.

## Historique
Franco Modigliani et Merton Miller, deux professeurs du Massachusetts Institute of Technology publient dans l'American Economic Review de juin 1958 un article intitulé The Cost of Capital, Corporation Finance and the Theory of Investment autour de la question de recherche : le changement de la structure du capital peut-il créer de la valeur. Pour étudier cela, ils font des hypothèses extrêmes dans le but de montrer sous quelles conditions la politique de dette ne compte pas.
- Pas de taxes de discriminations, telles que les taxes d'entreprises ;
- Pas de coûts de faillites ;
- Pas d'asymétrie d'informations ni de coûts d'agences ;
- Les marchés financiers fonctionnent de façon parfaite, c'est-à-dire qu'il n'y a pas de coûts de transactions.

Ils affirment alors dans un théorème que la valeur de l'actif économique est indépendante de la façon dont cet actif économique est financé (dettes et/ou capitaux propres). Cela affecte seulement comment cet actif économique est partagé entre les détenteurs de la dette et les actionnaires. De plus, une structure du capital optimale n'existe pas.
En 1963, ils adaptent ce théorème par l'intégration de la notion de la fiscalité des entreprises. Dans ce cadre-là, ils démontrent que la valeur de l'actif économique de l'entreprise endettée est égale à la valeur de l'actif économique d'une entreprise non endettée majorée de la valeur actuelle de l'économie d'impôt lié à la déductibilité fiscale des intérêts de la dette.
En 1977, Merton Miller publie un nouvel article qui intègre cette fois-ci, non seulement la notion de fiscalité des entreprises, mais aussi la fiscalité des particuliers investisseurs dans le raisonnement. Dans cette optique, l'économiste montre que la prise en compte de ces deux fiscalités permet d'aboutir aux mêmes conclusions que celles produites en 1958, à savoir que la manière de financer un actif économique entre dettes et capitaux propres n'a pas d'influence sur la valeur de cet actif économique.

## Démonstration du théorème de 1958
Supposons deux firmes A et B. Ces deux firmes diffèrent seulement dans leur structure financière : A est financée à 100 % par ses actionnaires alors que B est financée par ses actionnaires mais aussi par de la dette. Ces deux firmes ont en outre le même revenu d'exploitation notée X.
Considérons maintenant deux stratégies d'investissements :
- Pour posséder 1 % de la compagnie A : je dois acheter 1 % des actions de A = 0,01.EA et je peux donc réclamer 1 % de la valeur des actifs de l'entreprise A = 0,01.VA
- Pour posséder 1 % de la compagnie B : je dois acheter 1 % des actions de B mais aussi 1 % de sa dette = 0,01.EB + 0,01.DB et je peux réclamer 1 % de la valeur des actifs de B = 0,01.VB

Quels sont les gains de ces stratégies ?
- Pour A : 0,01X
- Pour B : 0,01(X-rD) + 0,01rD = 0,01X où r = le taux de remboursement de la dette. Pour expliciter, en tant qu'actionnaire je gagne 0,01(X-rD) car je dois rembourser à la banque mais comme je détiens aussi 1 % de la dette je gagne 0,01rD.

Noter que les deux investissements ont les mêmes gains. Or cela veut dire qu'ils doivent rapporter la même chose donc 0,01VA=0,01VB sinon il y a un risque d'arbitrage. Ainsi la valeur de la firme est indépendante de la stratégie d'investissement. Cette stratégie affecte seulement la façon dont la valeur de l'actif économique est partagée entre les actionnaires et les détenteurs de la dette.

## Critique
Ce théorème est souvent critiqué car il est basé sur des hypothèses très restrictives qui apparaissent peu conformes à la réalité économique.